# Aladár Aujeszky
Aladár Aujeszky (ˈɒlɒdaːr ˈɒujɛski, ur. 11 stycznia 1869 w Peszcie, zm. 9 marca 1933 w Budapeszcie) – węgierski lekarz i lekarz weterynarii.
Studiował w Budapeszcie gdzie w 1893 otrzymał stopień medyczny. Pracował w Węgierskim Instytucie Bakteriologii. Po ukończeniu badań weterynaryjnych został profesorem na Uniwersytecie Nauk Weterynaryjnych. W swoich badaniach skupiał się na mikrobiologii i immunologii. Jego pierwszym sukcesem było zdiagnozowanie wirusowego zapalenia mózgu (1902), które obecnie nosi nazwę choroby Aujeszkiego. Badania nad wścieklizną doprowadziły do wynalezienia szczepionki dla psów, która wyeliminowała tę chorobę na Węgrzech.
Był autorem podręcznika do bakteriologii i dużej liczby publikacji naukowych.